# لاميون متعدد الأجزاء
لاميون متعدد الأجزاء (الاسم العلمي: Lamium multifidum) هو نوع من النباتات يتبع جنس اللاميون من الفصيلة الشفوية.